# Булич, Фране
Фра́не Бу́лич (хорв. Frane Bulić; 4 октября 1846, Враниц — 29 июля 1934, Загреб) — хорватский археолог и священнослужитель. 
С 1883 по 1920 год — директор Археологического музея в Сплите и хранитель дворца императора Диоклетиана. Крупный специалист по римским и средневековым древностям.
Инициировал археологические исследования древнехорватских и античных памятников в Далмации, в том числе на развалинах древнеримского города Салоны.
В 1926 году Буличу было присвоено звание почётного жителя Загреба.